# Хампепе, Сиси
Сиси Вирджиния Хампепе (родилась 8 января 1957) — судья Конституционного суда ЮАР в отставке.

## Биография
Хампепе родилась в Соуэто. Получила степень бакалавра в Университете Зулуленда (англ. University of Zululand) и степень магистра права в Гарвардской школе права.
В 1985 году она получила статус адвоката и работала в компании Bowman Gilfillan как частно практикующий адвокат, специализируясь на трудовом праве. В 1995 году она была назначена членом Комиссии истины и примирения в ЮАР. С 1999 года Хампепе была заместителем директора Национальной прокуратуры ЮАР (англ. National Prosecuting Authority).
Хампепе состоит в браке. У неё двое детей.

## Назначения
В 2000 году Хампепе была назначена судьей отделения Высокого суда провинции Трансвааль ныне известного как отделение Гаутенга (англ. Gauteng Division).
В 2007 году она также была назначена членом Апелляционного суда по трудовым спорам (англ. Labour Appeal Court).
В 2009 году Хампепе была назначена членом Конституционного суда президентом Джейкобом Зумой.
В 2021 году она была назначена исполняющей обязанности председателя Верховного суда. С 2022 года она перешла на работу в Университет Претории.